# Ferdinand Leopold von Andrian-Werburg
Ferdinand Leopold Freiherr von Andrian-Werburg (* 20. September 1835 in Vornbach; † 10. April 1914 in Nizza) war ein österreichischer Geologe und Anthropologe.

## Familie
Andrian-Werburg war ein Enkel von Ferdinand Freiherr von Andrian-Werburg und Sohn von Eduard Adolf Joseph Freiherr von Andrian-Werburg. Am 10. April 1869 heiratete er in Berlin die vermögende Cäcilie Meyerbeer, die 1839 in Paris geborene Tochter und Erbin des Komponisten Giacomo Meyerbeer, mit der er die Tochter Gabriele und den Sohn Leopold Andrian hatte. Seine Grabstätte befindet sich auf dem Friedhof von Altaussee (Österreich).

## Leben
Er gründete 1870 die Anthropologische Gesellschaft in Wien, die er von 1882 bis 1902 leitete. Seine naturwissenschaftlichen und ethnologischen Forschungsreisen führten ihn u. a. nach Bosnien und Herzegowina. Ab 1879 war er Mitglied der Gelehrtenakademie Leopoldina. 1894 wurde er Ehrenmitglied der Berliner Gesellschaft für Anthropologie, Ethnologie und Urgeschichte.

## Ehrungen und Würdigungen
- Ehrenbürger von Altaussee
- Seit 1974 verleiht die Anthropologische Gesellschaft in Wien eine Pro Meritis Medaille an verdiente Personen. Diese Medaille trägt das Bildnis von Andrian-Werburg.[1]

### Bestände im Katalog der Österreichischen Nationalbibliothek Wien
- https://search.onb.ac.at/primo-explore/fulldisplay?docid=ONB_alma21297782600003338&context=L&adaptor=Local%20Search%20Engine&vid=ONB&lang=de_DE&search_scope=ONB_gesamtbestand&tab=default_tab&query=addsrcrid,exact,AC13835717
- https://search.onb.ac.at/primo-explore/fulldisplay?docid=ONB_alma21297879470003338&context=L&adaptor=Local%20Search%20Engine&vid=ONB&lang=de_DE&search_scope=ONB_gesamtbestand&tab=default_tab&query=addsrcrid,exact,AC13835570

| Personendaten    | Personendaten                                   |
| ---------------- | ----------------------------------------------- |
| NAME             | Andrian-Werburg, Ferdinand Leopold von          |
| ALTERNATIVNAMEN  | Andrian-Werburg, Ferdinand Leopold Freiherr von |
| KURZBESCHREIBUNG | österreichischer Geologe und Anthropologe       |
| GEBURTSDATUM     | 20. September 1835                              |
| GEBURTSORT       | Vornbach am Inn                                 |
| STERBEDATUM      | 10. April 1914                                  |
| STERBEORT        | Nizza                                           |